# Gymnopholus botanicus
Gymnopholus botanicus  (лат.) — вид мелких жуков-долгоносиков рода Gymnopholus из подсемейства Entiminae семейства Curculionidae (Eupholini, Coleoptera). Эндемик острова Новая Гвинея.

## Распространение
Встречаются на северо-востоке острова Новая Гвинея на высотах выше 2 км, в том числе на горе Mt Wilhelm (2600-3000 м).

## Описание
Среднего размера нелетающие жуки-долгоносики. Длина тела 2—3 см; чёрные. Скутеллюм примерно одинаковой ширины и длины. Голова немного длиннее переднегрудки. Проторакс длиннее своей ширины. Усики достигают плечевых углов пронотума. Второй членик жгутика усика отчётливо длиннее первого и третьего. Скапус утолщается апикально. На пронотуме есть вдавленная область покрытая тонкими длинными и часто изогнутыми волосками (сходное покрытие есть и на скутеллюме). Надкрылья примерно в 4 раза длиннее своей ширины. Ноги длинные, задние бёдра гладкие, тонко пунктированные. Характерны для тропических влажных и горных лесов. Взрослые жуки питаются листьями молодых деревьев. На надкрыльях отмечены симбиотические грибы, водоросли, лишайники и печеночные мхи. От близкого вида Gymnopholus reticulatus отличается окраской и более широко расставленными туберкулами пронотума.

## Систематика
Вид был впервые описан в 1966 году и включён в состав подрода Symbiopholus Gressitt, 1966 американским энтомологом Линсли Гресситтом (J. Linsley Gressitt; Гонолулу, Гавайи, США; 1914—1982). Большинство авторов включают вид Gymnopholus botanicus в трибу Eupholini (в составе подсемейства Entiminae).